# Championnat d'Europe d'omnium masculin (juniors)
Le Championnat d'Europe d'omnium masculin juniors est le championnat d'Europe d'omnium organisé annuellement par l'Union européenne de cyclisme pour les cyclistes âgés de 17 et 18 ans. Le championnat organisé depuis 2010, a lieu dans le cadre des championnats d'Europe de cyclisme sur piste juniors et espoirs.

## Palmarès
| Année | Or                      | Argent               | Bronze             |
| ----- | ----------------------- | -------------------- | ------------------ |
| 2010  | Paolo Simion            | Lucas Liss           | Viktor Manakov     |
| 2011  | Ahmet Örken             | Jasper De Buyst      | Owain Doull        |
| 2012  | Pascal Ackermann        | Jonas Rickaert       | Jonathan Dibben    |
| 2013  | Lindsay De Vylder       | Riccardo Minali      | Jordan Levasseur   |
| 2014  | Xavier Cañellas         | Gino Mäder           | Rui Oliveira       |
| 2015  | Dawid Czubak            | Taras Shevchuk       | Sergey Rostovtsev  |
| 2016  | Szymon Krawczyk         | Ethan Hayter         | Bas Ottevanger     |
| 2017  | Fred Wright             | Alex Vogel           | Valentin Tabellion |
| 2018  | Fabio Van den Bossche   | Calvin Dik           | Tommaso Nencini    |
| 2019  | Casper van Uden         | Szymon Potasznik     | Javier Serrano     |
| 2020  | Loe van Belle           | Tim Torn Teutenberg  | Eddy Le Huitouze   |
| 2021  | Joshua Tarling          | Dario Belletta       | Eddy Le Huitouze   |
| 2022  | Elmar Abma              | Noah Hobbs           | Daniil Yakovlev    |
| 2023  | Héctor Álvarez Martínez | Matteo Fiorin        | Dawid Łątkowski    |
| 2024  | William Salter          | Matijs Van Strijthem | Marceli Pera       |
| 2025  | Mark Popov              | Nathan Marcoux       | Witse Bertels      |